# تركالكي
تركالكي هي مدينة تقع في مقاطعة غتوند، محافظة خوزستان،إيران. عدد سكان هذه المدينة هو 5,688 في سنة 2016.